# کالماش (شهرستان کالتاسینسکی، باشقیرستان)
کالماش (انگلیسی: Kalmash, Kaltasinsky District, Republic of Bashkortostan) یک شهرک در شهرستان کالتاسینسکی استان باشقیرستان کشور روسیه است.